# キミはぼっちじゃない!
『キミはぼっちじゃない！』（きみはぼっちじゃない！）は、小岩井蓮二による日本のライトノベル。イラストは鳴瀬ひろふみが担当。MF文庫J（メディアファクトリー）より2011年11月から2012年6月まで刊行された。第7回MF文庫Jライトノベル新人賞佳作受賞作。

## あらすじ
ある日の帰り道、高校生の稲葉悠大は、幼馴染の日向しおりとともに迷子の子供を見つけるが、周囲はその子を悠大としおりの子供と認識していた。仕方なく両親の代わりとしてこの子を育てることにした二人のハートフルラブコメディ。

## 登場人物
稲葉悠大（いなば ゆうだい）
本作の主人公。幼馴染のしおりのことを意識しているが気持ちは伝えていない。リリィのパパを務めることになる。

日向しおり（ひなた しおり）
本作のメインヒロイン。悠大の幼馴染だったが、リリィの世界改変により悠大の妻かつリリィのママと認識されるようになる。

リリィ
異世界からやってきた子供。思うように世界を改変させられる力を持ち、悠大としおりを自身の両親と認識させてしまう。

百瀬ほのか（ももせ ほのか）
悠大としおりのクラスメイト。ドSな小悪魔的性格の持ち主だが、本当に困っている人にはアドバイスを出す優しい一面も持っている。

エレナ
悠大のストーカーをしている転校生。リリィと同じ世界からやってきており、リリィの行動を見守っている。

## 評価
第7回MF文庫Jライトノベル新人賞にて佳作を受賞した。同賞で審査員を務めた三浦勇雄は本作を以下のように評している。

## 既刊一覧
- 小岩井蓮二（著）・鳴瀬ひろふみ（イラスト） 『キミはぼっちじゃない！』 メディアファクトリー〈MF文庫J〉、全3巻
  1. 2011年11月30日初版第一刷発行（11月25日発売[4]）、ISBN 978-4-8401-4297-7
  2. 2012年2月29日初版第一刷発行（2月24日発売[5]）、ISBN 978-4-8401-4393-6
  3. 2012年6月30日初版第一刷発行（6月25日発売[6]）、ISBN 978-4-8401-4576-3